# الحزام (رواية)
الحزام هي رواية سعودية، كتبها أحمد أبودهمان، باللغة الفرنسية ونشرتها دار غاليمار. حققت نجاحًا كبيرًا. ونقلها الكاتب بنفسه إلى العربية، ونشرتها بالعربية «دار الساقي» عام 2011. وتدور أحداث الرواية حول نشأة مولد الراوي ونشأته في إحدى قرى جنوب السعودية في محافظة سراة عبيدة. وهي قرية آل خلف بني بشر. ويصف فيها كيف تكيفت قريته مع العولمة والتطور الجديد وكيف أثر فيها التعليم.